# Nord-Passo di Calais
Il Nord-Passo di Calais (in francese Nord-Pas-de-Calais /nɔʁpad(ə)kaˈlɛ/, in piccardo Nord-Pas-d'Caleus, in olandese Noord-Nauw van Kales [noːrt nɑu vɑn ˈkaːləs], talvolta chiamato semplicemente Nord) era una regione amministrativa francese.
Dal 1º gennaio 2016 è stato unito alla Piccardia per formare la nuova regione Alta Francia.

## Geografia fisica
La regione era composta da 2 dipartimenti: Nord (59) e Passo di Calais (62, Pas-de-Calais). Sono inclusi nella regione 13 arrondissement, 156 cantoni e 1.546 comuni. Il capoluogo era Lilla.
Il territorio della regione confina con quello della Piccardia a sud e con il Belgio (Fiandre a nord e Vallonia a nord-est). È bagnato dal Canale della Manica a ovest e dal Mare del Nord a nord-ovest. La regione è collegata con la Gran Bretagna (Inghilterra) tramite l'Eurotunnel.                                                                                 

## Storia
Fino al XVII secolo, la storia del Nord-Passo di Calais era in gran parte in comune con la storia del Belgio (i Belgi durante l'antichità erano una moltitudine di popoli celtici provenienti dal nord della Gallia), quello di una terra che “per quasi mille anni servì da campo di battaglia per tutta l’Europa”. Il territorio del Nord-Pas-de-Calais è stato conteso sin dalla guerra gallica; Al tempo delle invasioni barbariche vi si stabilirono i Franchi Sali e fu la culla della dinastia Merovingia.
Il territorio che comprende gli attuali distretti di Lille, Douai e Dunkerque fu progressivamente incorporato nel Regno di Francia sotto il regno di Luigi XIV. La regione divenne definitivamente francese solo nel 1713, con il Trattato di pace di Utrecht. Il dipartimento settentrionale faceva precedentemente parte dei Paesi Bassi meridionali (o, in latino, Belgica Regia) e del Paesi Bassi spagnoli. Il Nord è stato uno degli 83 dipartimenti originari creati durante la Rivoluzione francese, il 4 marzo 1790 (in applicazione della legge del 22 dicembre 1789).

## Nella cultura di massa
La regione di Nord-Pas-de-Calais è stata autentica protagonista del film Giù al Nord, che ha riscosso un successo clamoroso in Francia e anche in altre parti d'Europa. In particolare il film è stato girato in gran parte nella città di Bergues e ironizza sul colorito linguaggio della zona e sui luoghi comuni che si riferiscono a essa.